# Ultrogoda
La reina Ultrogoda (o Vultrogoda), fue la esposa del rey franco Childeberto I de París.

## Biografía
Según algunos habría nacido en la península ibérica, siendo de una familia con orígenes godos. Era una cristiana muy devota y caritativa. Tuvo dos hijas de Childeberto, llamadas Crotberga y Crodesinda, según algunas fuentes. Cuando Childeberto murió, su hermano Clotario expulsó del palacio de Thermes de Julien, la residencia real, tanto a su cuñada y como a las dos hijas. Es improbable que esta expulsión se debiera a un intento por evitar que la reina o las princesas se convirtieran en monarcas, ya que la Ley Sálica establecía que solo heredaran la corona los hijos varones y Ultrogoda no tenía ninguno. Finalmente Ultrogoda y sus hijas fueron restituidas en palacio por el hijo y sucesor de Clotario, Cariberto. Cuando Ultrogoda murió, fue enterrada, como sus dos hijas, junto a Childeberto I, en Saint-Germain-des-Prés.